# Òrbita terrestre baixa
Una òrbita terrestre baixa (OTB o LEO, de l'anglès Low Earth Orbit) és una òrbita per a satèl·lits artificials amb una altura sobre el nivell del mar a l'apogeu compresa entre 200 i 2.000 km. Els límits s'estableixen de forma arbitrària, però es basen en els següents aspectes físics:
- Límit inferior (~ 200 km): Correspon a l'altitud en què la densitat atmosfèrica és prou feble com per poder posar un objecte en òrbita sense que aquest sigui frenat ràpidament pel fregament. També és l'altitud generalment admesa com el començament de l'espai exterior. La densitat atmosfèrica disminueix d'una forma gradual amb l'altitud des de la superfície fins al buit de l'espai, cosa que fa que la definició no sigui gens precisa. A més, la capacitat de posar un satèl·lit en òrbita a una altitud amb fort fregament atmosfèric depèn també de factors tecnològics (coet llançador, satèl·lit, etc.).
- Límit superior (~ 2.000 km): Correspon al límit inferior del primer cinturó de Van Allen.[1] Aquest cinturó de protons i electrons altament energètics dificulta el funcionament i redueix la vida útil dels components electrònics del satèl·lit. No és en absolut un límit infranquejable, però la majoria de satèl·lits eviten de passar per aquests cinturons a fi d'estalviar possibles avaries. La radiació també és perjudicial per als astronautes si aquests hi són exposats durant llargs períodes. Com en el cas del límit inferior, la definició no és precisa, ja que el canvi en el nivell de radiació és gradual.

Aquesta òrbita és una òrbita al voltant de la Terra amb un període de 128 minuts o menys (almenys 11,25 òrbites per dia) i una excentricitat inferior a 0,25. La majoria dels objectes artificials de l'espai exterior es troben en LEO, amb un màxim de nombre a una altitud d'uns 800 km, mentre que els més allunyats de LEO, abans de l'òrbita terrestre mitjana (MEO), tenen una altitud de 2.000 quilòmetres, aproximadament un terç del radi de la Terra i prop del començament del cinturó de radiació de Van Allen. No hi ha hagut vols espacials tripulats més enllà de les missions lunars del programa Apollo (1968-1972) més enllà de LEO. Totes les estacions espacials fins ara han operat en geocèntrica dins de LEO.

## Característiques orbitals
La velocitat orbital de les òrbites baixes es troba al voltant de 7 km/s (uns 25.000 km/h, que correspon a una volta a la Terra en uns 90 minuts). Trobem satèl·lits en òrbites baixes de tota classe d'inclinació, amb una excentricitat que en general acostuma a ser petita. Les més utilitzades, però, són les òrbites amb una inclinació propera a 90°. És el tipus d'òrbita baixa que hom anomena òrbita polar.

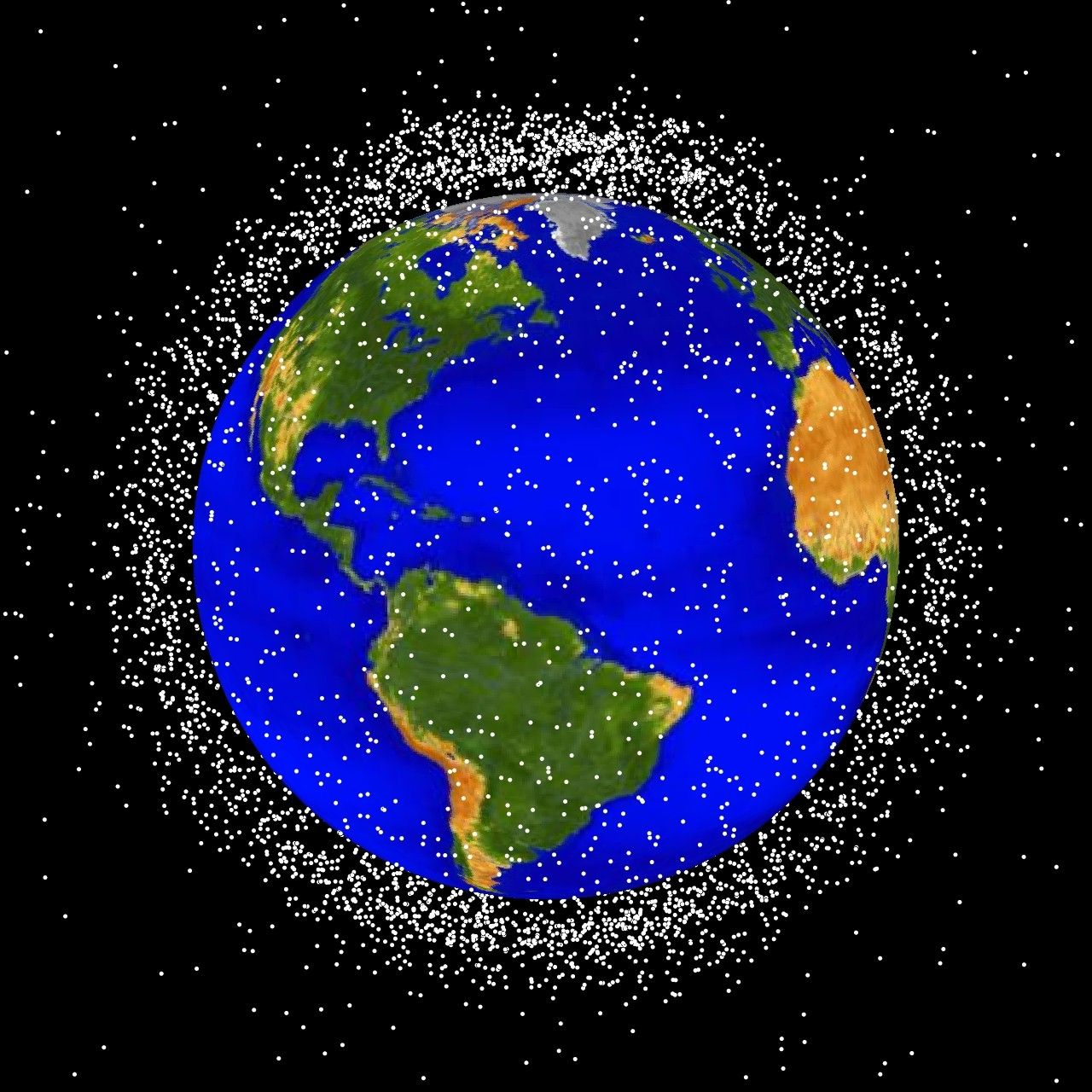
Diagrama mostrant la població d'objectes en òrbita baixa detectats per radar. Només un 5% són satèl·lits operatius, la resta és deixalla o brossa espacial.

Les òrbites baixes ofereixen força avantatges. Són les òrbites en les quals és més fàcil situar un satèl·lit (ja que cal menys energia) i la proximitat de la Terra les fa ideals per posar-hi satèl·lits d'observació. A més, estan ben protegides pel camp magnètic terrestre i el nivell de radiació és baix. És per això que són, de llarg, les òrbites més utilitzades. Només els satèl·lits de navegació i molts dels satèl·lits de comunicacions i satèl·lits meteorològics no les utilitzen perquè els requisits de les seves missions respectives no ho permeten. El baix nivell de radiació i la facilitat d'accés fan que actualment (2005) totes les naus espacials tripulades (que són força grans i pesades i no ofereixen molta protecció als seus ocupants contra les radiacions) només s'utilitzin en òrbita baixa. L'Estació Espacial Internacional o el Transbordador Espacial operen sempre d'aquesta zona (a 360 km aproximadament).
Les òrbites baixes també presenten inconvenients. Aquests són en bona part deguts al fet que la proximitat de la Terra fa que encara quedin restes d'atmosfera a aquestes altures. Per bé que la densitat de l'aire és minúscula, és suficient per fer perdre altitud als satèl·lits a causa del fregament. Per exemple, a 650 km un satèl·lit perd 3 km d'altitud per any. A més, el que queda d'atmosfera no és aire ordinari, sinó àtoms excitats i força reactius que acaben corroint la superfície dels satèl·lits. Un altre inconvenient important és la proliferació de la deixalla espacial. Aquests objectes (satèl·lits i restes de coets fora d'ús i petites peces i eines perdudes pels astronautes) i les partícules que desprenen poden entrar en col·lisió amb els objectes que es troben en òrbita baixa. Com que la velocitat relativa pot ser molt elevada (fins a 15 km/s en un xoc frontal) fins i tot petites deixalles poden inutilitzar un satèl·lit o posar en perill la vida dels tripulants d'una nau espacial.
El 24 de juliol de 1996, el microsatèl·lit militar francès Cerise fou el primer satèl·lit conegut que va patir una col·lisió amb una deixalla espacial, concretament amb les restes de la tercera etapa d'un coet Ariane que havia explotat uns anys abans. El satèl·lit va patir greus danys, però va poder continuar la seva missió.
En 2017, les "òrbites terrestres molt baixes" (OTMB) van començar a veure's en els expedients de les reglamentàries. Aquestes òrbites, per sota d'uns 450 quilòmetres, requereixen l'ús de tecnologies noves per a elevar l'òrbita perquè operen en òrbites que normalment decaurien massa aviat per a ser econòmicament útils.

## Ús
Les òrbites baixes permeten als satèl·lits beneficiar-se d'un pressupost d'enllaç avantatjós en les telecomunicacions i d'una alta resolució dels instruments d'observació. També permeten posar en òrbita les màximes càrregues útils mitjançant llançadors, ja que requereixen menys energia per a col·locar-se en aquestes òrbites que en altres òrbites terrestres. Les òrbites de menor altitud permeten un millor ús de la teledetecció. Els satèl·lits de teledetecció també poden aprofitar la òrbites sincròniques a aquestes altituds.
Els objectes que es troben en l'òrbita baixa de la Terra es troben amb la resistència atmosfèrica en forma de gasos en la termosfera (80 a 500 km d'altitud) o a l'exosfera (500 km i superior), la naturalesa del qual depèn de l'altura. L'altitud utilitzada per als objectes en òrbita sol ser superior a 300 km per a limitar els efectes de la resistència atmosfèrica.
Les òrbites per sobre de l'òrbita terrestre baixa, subjectes a grans acumulacions de càrrega i radiació, poden provocar possibles problemes en els components electrònics.
Per a romandre en una òrbita baixa, un satèl·lit ha de tenir una velocitat horitzontal molt alta respecte a la Terra. Per a romandre en una òrbita circular 300 km per sobre de la superfície de la Terra, el satèl·lit ha de tenir una velocitat de 7,8 km/s o 28.000 km/h que correspon a una òrbita completa de la Terra en 90 minuts.

### Tipus de satèl·lits
Els satèl·lits de teledetecció de baixa òrbita inclouen:
- satèl·lits meteorològics satèl·lits de desplaçament;
- Satèl·lits d'imatge de la Terra com SPOT, satèl·lits d'anàlisi mediambiental com ENVISAT;
- satèl·lits de reconeixement, com Helios.

Els satèl·lits de telecomunicacions en òrbita terrestre baixa inclouen:
- sistemes de comunicacions globals, com el sistema Iridium o Globalstar;
- els satèl·lits d'aficionats d'AMSAT.

També és l'òrbita en la qual s'han dut a terme la majoria de les missions espacials tripulades, com la Mir, els transbordadors espacials estatunidencs o l'Estació Espacial Internacional.

## Alternatives
Els globus aerostàtics també han estat proposats per a surar sobre la terra a una altura d'al voltant de 20 km com a estacions de comunicació, per a proporcionar serveis de veu i dades cel·lulars. Per a aquest ús també s'han proposat avions no tripulats alimentats per energia solar.

## Vida útil dels satèl·lits en OTB
El temps de permanència d'un satèl·lit en OTB depèn de molts factors, sobretot de la influència de la Lluna i de l'altura sobre les capes denses de l'atmosfera. Per exemple, l'òrbita del satèl·lit "Explorer 6" (els EUA) canviava cada 3 mesos de 250 a 160 km, la qual cosa va portar a una disminució de la vida útil del satèl·lit dels 20 anys previstos a 2, també el primer satèl·lit de la Terra va durar 3 mesos (perigeu 215 km, apogeu 939 km). Altres factors que afecten la vida útil: l'altura de les capes denses de l'atmosfera pot variar en funció de l'hora del dia i de l'òrbita del satèl·lit, per exemple, al migdia, les capes calentes de l'atmosfera a una altura de 300 km tenen una densitat 2 vegades major que a mitjanit, i el pas del satèl·lit per l'equador de la Terra també disminueix l'altura del perigeu del satèl·lit. L'augment de l'activitat solar pot provocar un fort increment de la densitat de l'atmosfera superior: com a conseqüència, el satèl·lit s'alenteix més i l'altura de la seva òrbita disminueix més ràpidament.
La forma del satèl·lit, és a dir, l'àrea de la seva secció mitjana (secció transversal), també exerceix un paper essencial; per als satèl·lits especialment dissenyats per a operar en òrbites baixes, sovint es trien formes de cos aerodinàmiques i escombrades.

## Residus espacials
L'entorn OTB s'està congestionant amb deixalles espacials a causa de la freqüència dels llançaments d'objectes. Això ha causat una creixent preocupació en els últims anys, ja que les col·lisions a velocitats orbitals poden ser perilloses o mortals. Les col·lisions poden produir més deixalles espacials, creant un efecte dòmino conegut com síndrome de Kessler. El Centre d'Operacions Espacials Combinades, que forma part del Comandament Estratègic dels Estats Units (abans Comandament Espacial dels Estats Units), fa un seguiment de més de 8.500 objectes majors de 10 cm en OTB. Segons un estudi de l'Observatori d'Arecibo, pot haver-hi un milió d'objectes perillosos de més de 2 mil·límetres en òrbita, que són massa petits per a ser visibles des dels observatoris terrestres.